# Kuusinensaari
Kuusinensaari är en ö i Finland. Den ligger i sjön Karijärvi och i kommunen Kouvola i den ekonomiska regionen  Kouvola ekonomiska region  och landskapet Kymmenedalen, i den södra delen av landet, 130 km nordost om huvudstaden Helsingfors. Öns area är 23 hektar och dess största längd är 0,7 kilometer i sydöst-nordvästlig riktning.